# Hemidactylus dawudazraqi
Espèce
Hemidactylus dawudazraqi est une espèce de geckos de la famille des Gekkonidae.

## Répartition
Cette espèce se rencontre en Jordanie et en Syrie.

## Description
Hemidactylus dawudazraqi mesure, queue non comprise, de 40,1 à 47,8 mm pour les mâles et de 41,4 à 49,9 mm pour les femelles.

## Étymologie
Cette espèce est nommée en l'honneur de David Modrý.

## Publication originale
- Moravec, Kratochvíl, Amr, Jandzik, Šmíd & Gvoždík, 2011 : High genetic differentiation within the Hemidactylus turcicus complex (Reptilia: Gekkonidae) in the Levant, with comments on the phylogeny and systematics of the genus. Zootaxa, n. 2894, p. 21–38.